# Rudolfovo, Cerknica
Rudolfovo este o localitate din comuna Cerknica, Slovenia, cu o populație de 7 locuitori.